# Tatiana Petrova
Tatiana Vladimirovna Petrova (em russo: Татьяна Владимировна Петрова; Chelyabinsk, 22 de maio de 1973) é uma jogadora de polo aquático russa e medalhista olímpica.

## Carreira
Tatiana Petrova fez parte do elenco medalha de bronze em Sydney 2000